# Molophilus urodontus
Molophilus urodontus là một loài ruồi trong họ Limoniidae. Chúng phân bố ở miền Cổ bắc.